# Бильтой-Юрт
 Бильтой-Юрт (чечен. Керла-Билта) — село в Гудермесском районе Чеченской Республики. Административный центр Бильтой-Юртовского сельского поселения.

## География
Село расположено к северу о федеральной автотрассы Р-217 «Кавказ», в 20 км к юго-востоку от районного центра — Гудермес и в 57 км к востоку от города Грозный.
Ближайшие населённые пункты: на севере — село Кади-Юрт, на северо-востоке — село Энгель-Юрт, на юго-востоке — сёла Герзель-Аул и Кошкельды и на юго-западе — сёла Гордали-Юрт, Нижний-Нойбер и Верхний-Нойбер.

## История
Село Бильтой-Юрт было основано для выходцев из Ножай-Юртовского района, которые после разрушительных оползней в 1989 году, были вынуждены переселиться на равнину. Жители села Бильтой-Юрт состоят в основном из выходцев таких сёл как — Рогун-Кажа, Бильты и Мехкешты Ножай-Юртовского района.

## Население
| 1990  | 2002  | 2010  | 2012  | 2013  | 2014  | 2015  |
| ----- | ----- | ----- | ----- | ----- | ----- | ----- |
| 206   | ↗1149 | ↗1872 | ↗1946 | ↗1972 | ↗1980 | ↗2014 |
| 2016  | 2017  | 2018  | 2019  | 2020  | 2021  | 2023  |
| ↗2029 | ↗2045 | ↗2065 | ↗2078 | ↗2103 | ↗2327 | ↗2358 |
| 2024  |       |       |       |       |       |       |
| ↗2401 |       |       |       |       |       |       |

Национальный состав
По данным Всероссийской переписи населения 2010 года:
| № | Национальность | Численность, чел. | Доля    |
| - | -------------- | ----------------- | ------- |
| 1 | чеченцы        | 1 870             | 99,89 % |
| 2 | другие         | 2                 | 0,11 %  |

## Образование
- Бильтой-Юртовская муниципальная средняя общеобразовательная школа[18].

## Улицы
Улицы села Бильтой-Юрт:
| - А-Х.Кадырова, - Административная, - Гадаева, - Крайний, - Крайняя, - Махтиева, - Полевая, | - Рашидова, - Садовая, - Строительная, - Таймиева, - Центральная, - Чермоева, - Школьная. |